# Macrofotografia

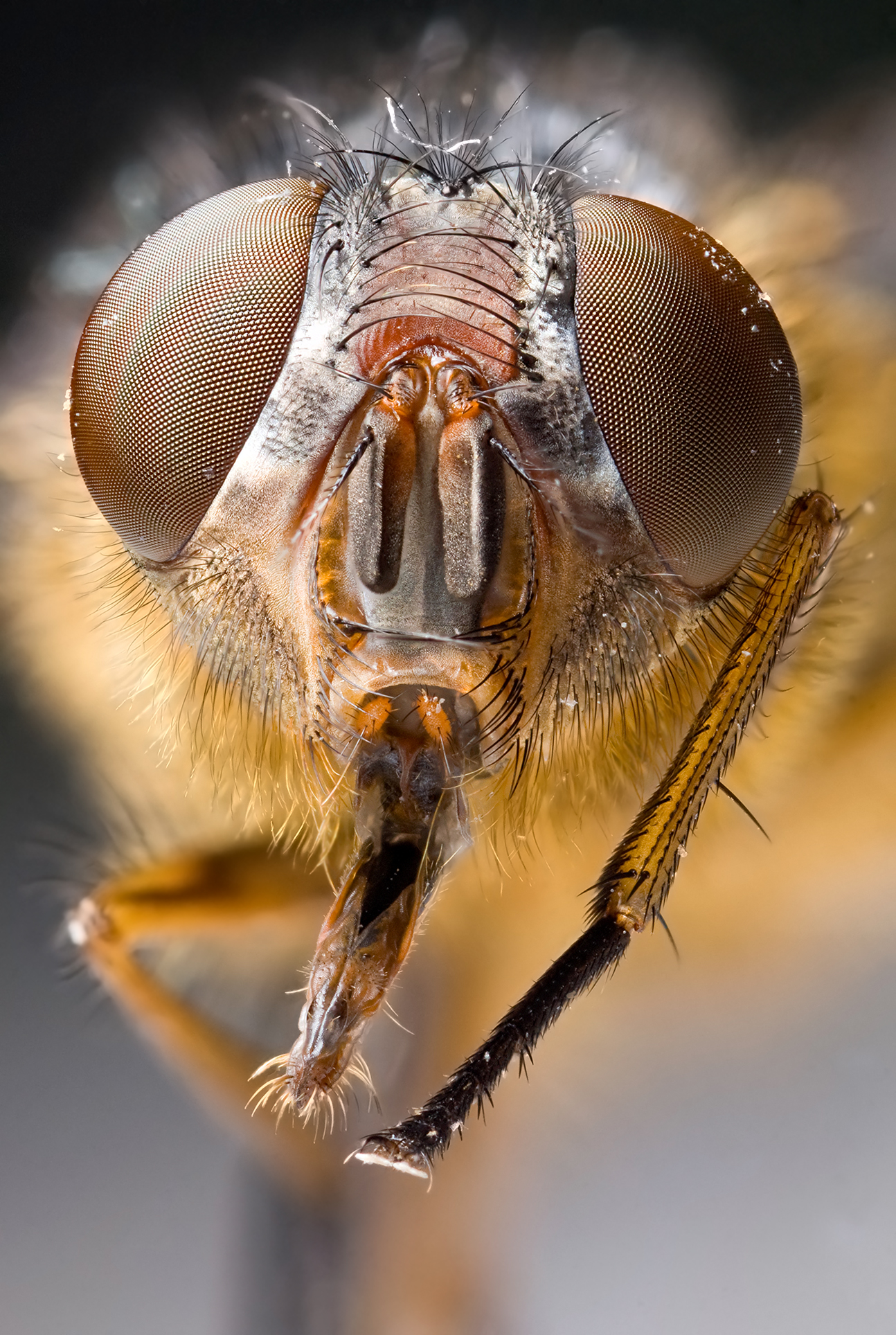
cap d'una mosca vironera: exemple de macrofotografia.

La macrofotografia és el tipus d'imatge fotogràfica on el subjecte fotografiat és igual o més petit que la mida del la pel·lícula fotogràfica o el sensor electrònic que captura la imatge. És ideal per realitzar fotografies d'objectes molt petits, o detalls molt puntuals d'objectes de major grandària, amb un ús molt accentuat dins la recerca biològica, pel fet que amb ella és possible la documentació i estudi de característiques de diverses espècies, tant animals com vegetals. A més d'això, també són valorats en la fotografia d'articles de mida reduïda com joies, monedes, segells, entre altres objectes.
És una fotografia de primers plans extrems, generalment de subjectes molt petits i organismes vius com insectes, en els quals la mida del subjecte a la fotografia és més gran que la mida natural (encara que la macrofotografia també es refereix a l'art de fer fotografies molt grans).
Segons la definició original, una fotografia macro és aquella en la qual la mida de l'subjecte en el sensor negatiu o d'imatge és de mida natural o més gran. En alguns sentits, però, es refereix a una fotografia acabada d'un subjecte que és més gran que la mida natural.
La relació entre la mida del subjecte al mapa de la pel·lícula (o pla del sensor) i la mida real del subjecte es coneix com a relació de reproducció. De la mateixa manera, una lent macro és clàssicament una lent capaç d'obtenir relacions de reproducció d'almenys 1: 1, encara que sovint es refereix a qualsevol lent amb una gran relació de reproducció, tot i que poques vegades superen 1: 1.
A part de la fotografia tècnica i els processos basats en pel·lícules, on la mida de la imatge en el sensor negatiu o d'imatge és el tema de discussió, la impressió acabada o la imatge en pantalla sol atorgar a una fotografia seu estat macro. Per exemple, quan es produeix una impressió de 6 × 4 polzades (15 × 10 cm) amb una pel·lícula o un sensor de format 35 (36 × 24 mm), és possible obtenir un resultat de mida real amb una lent que només té una relació de reproducció d'1: 4.
Les proporcions de reproducció molt més grans que 10: 1 es consideren fotomicrografia, sovint aconseguides amb microscopi digital (la fotomicrografia no s'ha de confondre amb la microfotografia, l'art de fer fotografies molt petites, com les microformes).
A causa dels avenços en la tecnologia de sensors, les càmeres digitals de sensors petits d'avui dia poden competir amb les capacitats macro d'una DSLR amb una lent macro "veritable", tot i tenir una relació de reproducció més baixa, el que fa que la fotografia macro sigui més accessible a un cost menor. En l'era digital, una fotografia macro "veritable" es pot definir de manera més pràctica com una fotografia amb una alçada de subjecte vertical de 24 mm o menys.

## Història
El terme macrofotografia va ser proposat el 1899 per W. H. Walmsley per a imatges de primer pla amb un augment de menys de 10 diàmetres, per distingir-les de les microfotografies reals.
Un dels primers pioners de la fotografia macro va ser Percy Smith, nascut el 1880. Va ser un documentalista de natura britànic i era conegut per les seves fotografies properes.

## Equip i tècniques
Les lents "macro" dissenyades específicament per a treballs de primers plans, amb un cilindre llarg per enfocar de prop i optimitzades per a altes relacions de reproducció, són una de les eines més comunes per a la fotografia macro. (A diferència de la majoria dels altres fabricants de lents, Nikon designa els seus lents macro com "Micro" a causa del seu ús original per fer microformes). La majoria dels lents macro moderns també poden enfocar contínuament fins a l'infinit i poden proporcionar una excel·lent qualitat òptica per a fotografies normals. Lents macro veritables, com Canon MP-E 65 mm f / 2.8 1-5x Macro Minolta AF 3x-1x 1.7-2.8 Macro, pot aconseguir un augment superior a la real, el que permet fotografiar l'estructura de petits ulls d'insectes, flocs de neu i altres objectes minúsculs. D'altres, com el TS-160 d'Infinity Photo-Optical, poden aconseguir augments de 0-18x en el sensor, enfocant des de l'infinit fins a 18 mm des de l'objecte.
Els objectius macro de diferents distàncies focals troben diferents usos:
- Distància focal contínuament variable, adequada per a pràcticament tots els subjectes macro.

- 45-65 mm: fotografia de productes, objectes petits als quals es pot apropar de prop sense causar una influència no desitjada i escenes que requereixen una perspectiva de fons natural.
- 90-105 mm: insectes, flors i objectes petits des d'una distància còmoda.
- 150-200 mm: insectes i altres animals petits on cal una distància de treball addicional

Ampliar la distància entre l'objectiu i la pel·lícula o el sensor, mitjançant la inserció de tubs d'extensió o una manxa contínuament ajustable, és una altra opció d'equip per a la fotografia macro. Com més lluny estigui l'objectiu de la pel·lícula o el sensor, com més a prop estigui la distància d'enfocament, major serà l'augment i més fosca serà la imatge amb la mateixa obertura. Es poden apilar tubs de diverses longituds, el que redueix la distància entre la lent i el subjecte i augmenta l'augment. Els manxes o tubs escurcen la distància màxima d'enfocament disponible i fan que sigui impossible enfocar fins a l'infinit.
Col·locar una lent auxiliar per primers plans (o "filtre" de primers plans) davant de la lent de la càmera és una altra opció. Els accessoris de rosca o lliscants econòmics proporcionen un enfocament proper. La qualitat possible és menor que la d'una lent macro dedicada o tubs d'extensió, i algunes versions de dos elements són molt bones, mentre que moltes lents d'un sol element econòmiques exhibeixen aberració cromàtica i una nitidesa reduïda de la imatge resultant. Aquest mètode funciona amb càmeres que tenen lents fixes i s'usa comunament amb càmeres pont. Aquestes lents afegeixen dioptríasa la potència òptica de la lent, disminuint la distància mínima d'enfocament i permetent que la càmera s'acosti a l'subjecte. En general, es designen per la seva diòptria i es poden apilar (amb una pèrdua addicional de qualitat) per aconseguir l'augment desitjat.
Els fotògrafs poden emprar els moviments de la càmera de visualització i el principi de Scheimpflug per enfocar un objecte a prop de la lent, mentre mantenen l'enfocament de fons selectiu. Aquesta tècnica requereix l'ús d'una càmera de visió o una lent de control de perspectiva amb la capacitat d'inclinar la lent pel que fa a la pel·lícula o al mapa de la el sensor. Lents com les sèries Nikon PC-E i Cànon TS-E, HARTBLEI Super-Rotator, Schneider Super Angulon, diversos models LENSBABY, Zoerk Multi Focus System i diversos adaptadors tilt-shift per format mitjà, permeten l'ús d'inclinació en càmeres amb muntures de lents fixes. Les càmeres de visió tradicionals permeten tal ajust com a part del seu disseny.
Es poden usar lents comuns per a fotografia macro usant un "anell d'inversió". Aquest anell s'adhereix a la rosca de filtres a la part frontal d'una lent i permet col·locar la lent a l'inrevés. És possible obtenir resultats de gran qualitat amb un augment de fins a 4 vegades la mida real. Per a cambres amb comunicacions totalment electròniques entre l'objectiu i el cos de la càmera, es troben disponibles anells d'inversió especials que preserven aquestes comunicacions. Quan s'usa amb tubs d'extensió o manxes, es pot acoblar un sistema veritablement macro (més gran que la mida real) altament versàtil. Atès que les lents no macro estan optimitzades per a proporcions de reproducció petites, invertir la lent permet utilitzar-la per proporcions recíprocament altes.
La fotografia macro també es pot aconseguir muntant una lent en reversa, davant d'una lent normalment muntada de major distància focal, usant un acoblador macroque es cargola en les rosques del filtre frontal de les dues lents. Aquest mètode permet que la majoria de les càmeres mantinguin la funció completa de comunicació electrònica i mecànica amb la lent normalment muntada, per característiques com el mesurament d'obertura oberta. La relació d'augment es calcula dividint la distància focal de la lent normalment muntada per la distància focal de la lent invertida (per exemple, quan una lent de 18 mm es munta a l'inrevés en una lent de 300 mm, la relació de reproducció és 16 : 1). No es recomana l'ús de l'enfocament automàtic si la primera lent no és de el tipus d'enfocament intern, ja que el pes addicional de la lent muntada a l'inrevés podria danyar el mecanisme d'enfocament automàtic. La distància de treball és significativament menor que la primera lent.
Cada vegada més, la fotografia macro s'aconsegueix utilitzant càmeres digitals compactes i càmeres pont de sensor petit, combinades amb una lent de zoom d'alta potència i (opcionalment) una lent de diòptries de primer pla agregada a el front de la lent de la càmera. La gran profunditat de camp d'aquestes càmeres és un avantatge per al treball macro. L'alta densitat de píxels i el poder de resolució dels sensors d'aquestes càmeres els permeten capturar nivells molt alts de detall amb una relació de reproducció més baixa que la necessària per a la pel·lícula o els sensors DSLR més grans (sovint a costa d'un major soroll d'imatge). Tot i que moltes d'aquestes càmeres venen amb una "manera macro" que no qualifica com a veritable macro, alguns fotògrafs estan utilitzant els avantatges de les càmeres amb sensors petits per crear imatges macro que rivalitzen o fins i tot superen a les de les DSLR.
La fotografia macro també es pot realitzar connectant una càmera a una trajectòria òptica d'un microscopi binocular (microscopi estereoscòpic), fent ús de l'òptica d'aquest instrument com a lent d'imatge per al sistema. Aproximadament entre 1976 i 1993, els fabricants Wild Heerbrugg (Suïssa) i posteriorment, Leica Microsystems van oferir un sistema de microscòpia dedicat per a fotografia macro, la línia de macroscopios, amb rendiment òptic millorat per a fotografia a costa de la instal·lació d'imatges estereoscòpiques de l'microscopi estèreo ; aquest sistema va venir amb una gamma de suports dedicats, objectius i lents suplementaris, i sistemes d'il·luminació. Després de la seva descontinuación el 1993, Leica continua oferint productes similars sota els noms Z6 APO i Z16 APO.

## Consideracions tècniques

### Profunditat de camp
La profunditat de camp limitada és una consideració important en la fotografia macro. La profunditat de camp és extremadament petita quan s'enfoca en objectes propers. Sovint cal una petita obertura (nombre f alt) per a produir una nitidesa acceptable en un subjecte tridimensional. Això requereix una velocitat d'obturació lenta, una il·luminació brillant o ISO alt. Il·luminació auxiliar (per exemple, d'una unitat de flash), preferiblement s'utilitza sovint un flaix anular (vegeu la secció Il·luminació).
Igual que les lents convencionals, les lents macro necessiten llum i idealment proporcionarien f / # similar a les lents convencionals per proporcionar temps d'exposició similars. Les lents macro també tenen distàncies focals similars, de manera que el diàmetre de la pupil·la d'entrada és comparable a el de les lents convencionals (per exemple, una lent de 100 mm f / 2.8 té un diàmetre de la pupil·la d'entrada de 100 mm / 2.8 = 35.7 mm). A causa que enfoquen subjectes propers, el con de llum des d'un punt de subjecte fins a la pupil·la d'entrada és relativament obtús (una obertura numèrica del subjecte relativament alta per a usar termes de microscòpia), el que fa que la profunditat de camp sigui extraordinàriament petita. Això fa que sigui essencial concentrarse críticament a la part més important del subjecte, ja que els elements que estan fins i tot un mil·límetre més a prop o més lluny de el pla focal es poden veure notablement borrosos. A causa d'això, es recomana encaridament l'ús d'una platina de microscopi per a un enfocament precís amb gran augment, com fotografiar cèl·lules de la pell. Alternativament, es poden fer més preses de mateix subjecte amb longituds d'enfocament lleugerament diferents i després unir-les amb un programari d'apilament d'enfocament especialitzat que selecciona les parts més nítides de cada imatge, augmentant artificialment la profunditat de camp.

### Il·luminació
El problema d'il·luminar el subjecte de manera suficient i uniforme pot ser difícil de superar. Algunes càmeres poden enfocar subjectes tan propers que toquen la part frontal de l'objectiu. És difícil posar una llum entre la càmera i un subjecte tan proper, el que fa que la fotografia de primers plans extrems no sigui pràctica. Una lent macro de longitud focal normal (50 mm en una càmera de 35 mm) pot enfocar tan a prop que la il·luminació segueix sent difícil. Per evitar aquest problema, molts fotògrafs utilitzen lents macro telefoto, normalment amb distàncies focals d'aproximadament 100 a 200 mm. Són populars perquè permeten una distància suficient per a la il·luminació entre la càmera i el subjecte.
Els flaixos d'anell, amb tubs de flash disposats en cercle al voltant de la part frontal de l'objectiu, poden ser útils per il·luminar a distàncies curtes. Han sorgit llums d'anell, que utilitzen LED blancs per proporcionar una font de llum contínua per a la fotografia macro, però, no són tan brillants com un flaix d'anell i el balanç de blancs és molt fred.
També es poden obtenir bons resultats utilitzant un difusor de flash. Els difusors de flash casolans fets d'escuma de poliestirè blanca o plàstic units a el flaix incorporat d'una càmera també poden produir resultats sorprenentment bons en difondre i suavitzar la llum, eliminar els reflexos especulars i proporcionar una il·luminació més uniforme.

## Accessoris i tècniques per macrofotografia
A més dels objectius específicament dissenyats per a macrofotografia, es poden utilitzar accessoris dissenyats per retallar la distància mínima d'enfocament d'un objectiu normal aproximant-se a l'ampliació 1:1. A més d'això, poden afegir aquests accessoris a un objectiu macro, amb la intenció de millorar la seva capacitat d'ampliació.

### Objectius macro
Es denominen objectius macro aquells especialment dissenyats per enfocar correctament a una distància molt petita, per aconseguir ampliacions generalment d'1:1 (o grandària natural) sense requerir equipament addicional. En general, són objectius dissenyats específicament per a tal fi, gairebé sempre amb longitud focal compresa entre normal i teleobjectiu. Estan minuciosament corregits per treballar a curtes distàncies, el que els fa en general costosos.

### Lents d'aproximació

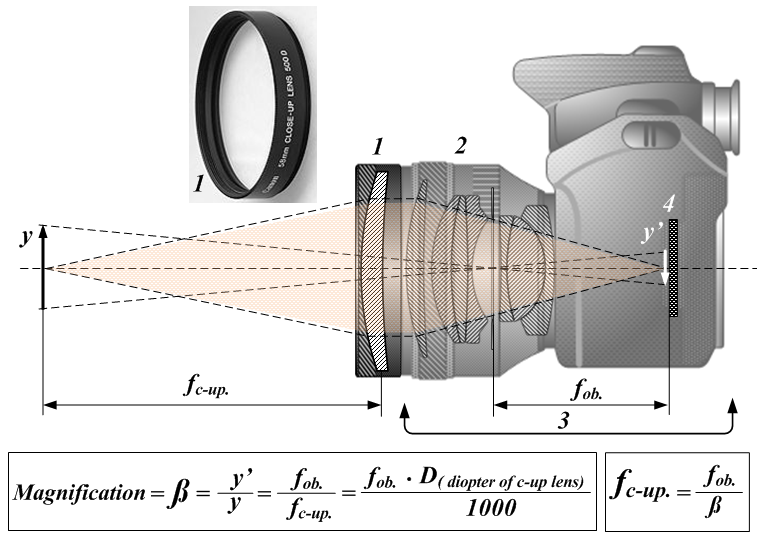
Esquema òptic utilitzant un lent d'aproximació.

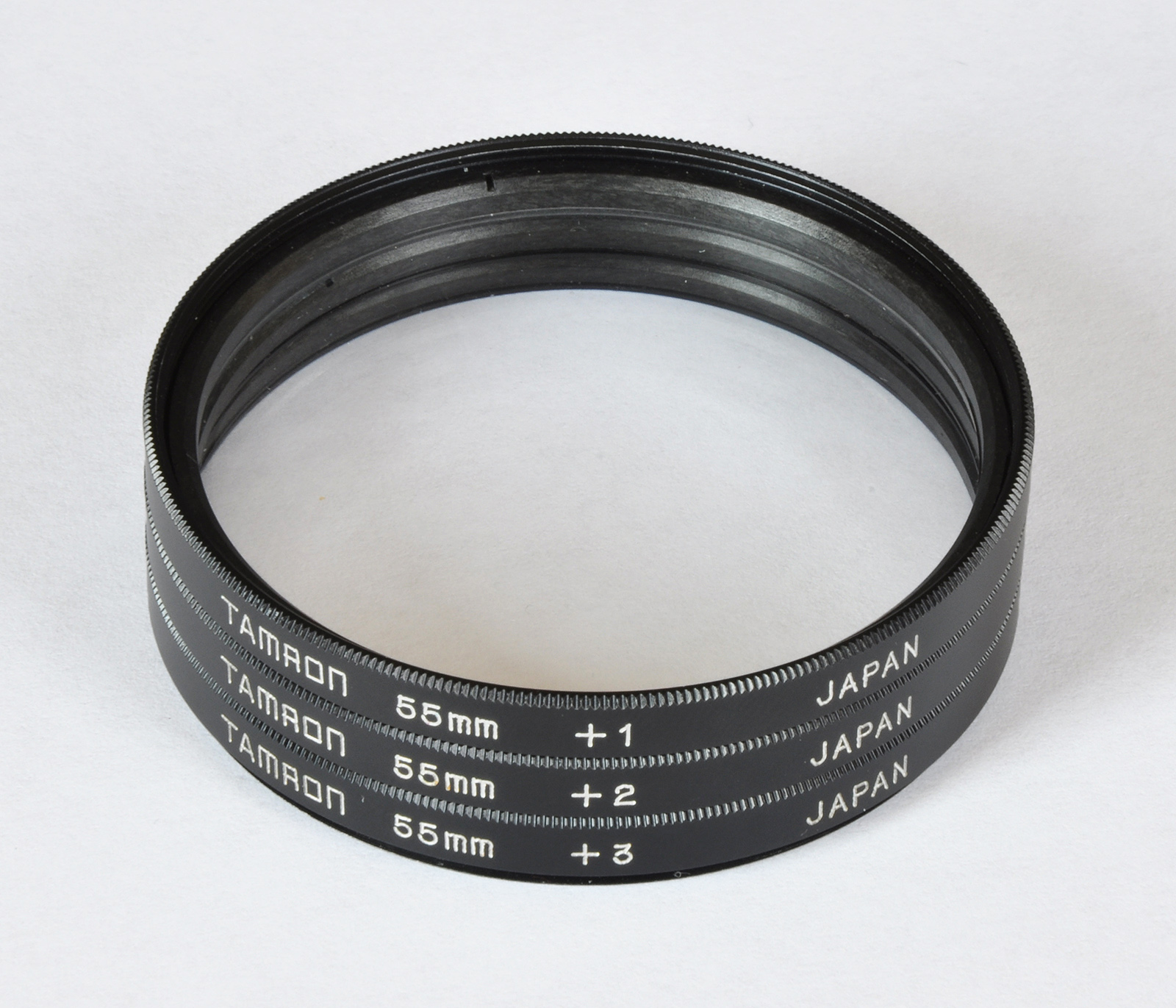
Lents d'aproximació.

També coneguts com a filtres d'aproximació o close-up, són lents simples de forma generalment planoconvexa, amb aspecte, diàmetres i dimensions similars a les d'un filtre fotogràfic. S'enrosquen a la part frontal de l'objectiu, i permeten un augment de la imatge proporcional al seu disseny. S'etiqueten amb un nom seguit d'un nombre natural, que correspon al nombre d'augments de la lent, mesurat en diòptries. La majoria de lents d'aproximació que es troba al mercat té com a desavantatge la seva baixa qualitat de construcció, la qual cosa introdueix defectes òptics (aberracions, pèrdua de contrast) que degraden en gran manera la qualitat de la imatge, de manera que en general es recomanen únicament per a l'ús aficionat.
A més dels lents, existeixen els objectius d'aproximació, que són objectius compostos de major qualitat que els anteriors, amb aspecte i funcionament similars al dels lents d'aproximació, però, aquests consisteixen en un parell acromàtic amb elements d'alta qualitat, el qual preveu millor les aberracions i permet obtenir imatges de major definició. Tot i això, el seu factor d'ampliació és relativament escàs, i el seu cost és bastant més gran que el dels lents d'aproximació tradicionals, per la qual cosa no gaudeixen de popularitat.

### Acoblament de dos objectius amb Anells

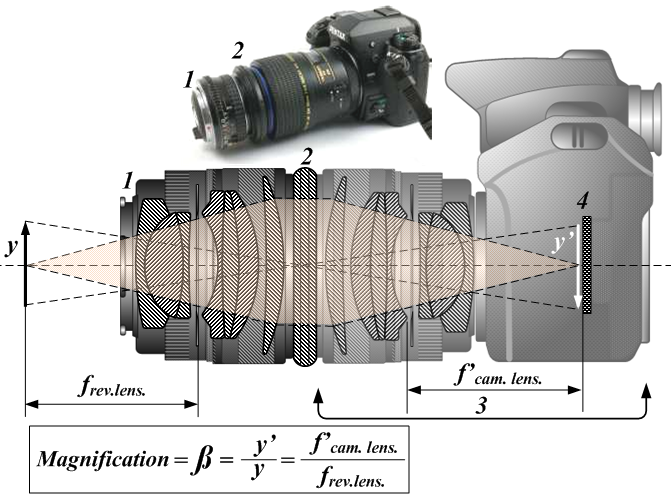
Esquema òptic utilitzant un objectiu invertit.

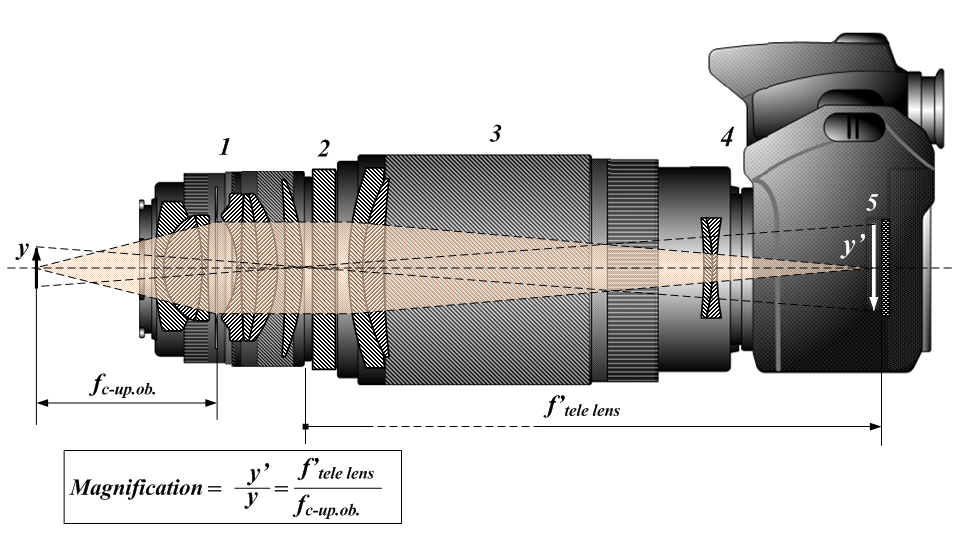
Esquema òptic utilitzant un objectiu invertit.

Consisteix en un anell similar a un filtre sense elements òptics, amb rosques en els seus dos extrems, utilitzat per a acoblar dos objectius, el primer connectat directament a la càmera i el segon en posició invertida (l'element frontal cap a la càmera), i dirigit cap a l'objecte.
Aquesta configuració és similar a l'ús d'un lent d'aproximació, de manera que el segon objectiu funciona com un filtre compost de bona qualitat òptica. La combinació generalment utilitzada és un teleobjectiu en connexió amb el cos i un gran angular funcionant com a objectiu d'aproximació. Permeten una bona relació d'ampliació en general, però la seva capacitat d'augmentar la mida de la imatge depèn de la combinació utilitzada, així com la qualitat d'aquesta.

### Anells inversors
Els anells inversors permeten invertir o rotar objectius no macro. Permetent així, aconseguir l'efecte desitjat.
Mitjançant la inversió de l'objectiu, podem apropar-nos a l'objecte tenint la distància focal mínima a centímetre o fins i tot mil·límetres de l'objecte i d'aquesta manera, que la seva mida en el sensor augmenti de manera considerable.
Per aconseguir una qualitat màxima s'aconsella utilitzar objectius de focal fixa.

### Tubs i Manxes d'Extensió

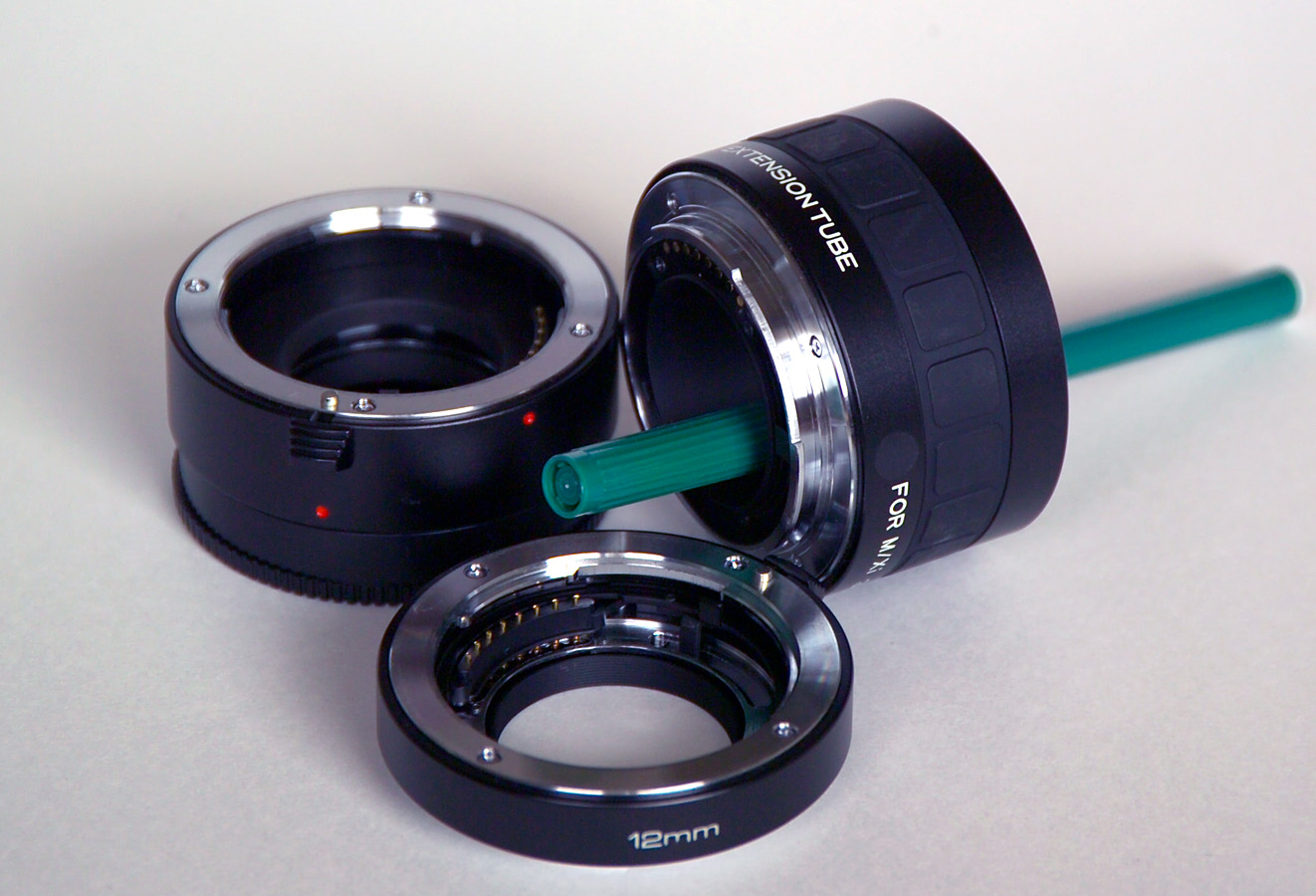
Joc de tubs de d'extensió.

Només es pot utilitzar en càmeres en les que l'objectiu pugui ser desmuntat. Per tal d'augmentar la distància focal (i així l'augment de la imatge) s'utilitza un tub o una manxa com accessori per distanciar a l'objectiu respecte de la càmeres.
Una manxa extensora consisteix en un parell d'anells, units per un material flexible (paper, cuir, plàstic) i opac a la llum en forma tubular. El primer anell consisteix en una muntura que permet acoblar la manxa a la càmera, i el segon s'acobla a qualsevol objectiu tradicional de la mateixa muntura. El sistema es fixen mitjançant de mecanismes generalment metàl·lics (cremallera amb cargol regulador) que permet fixar la distància entre ambdós extrems.

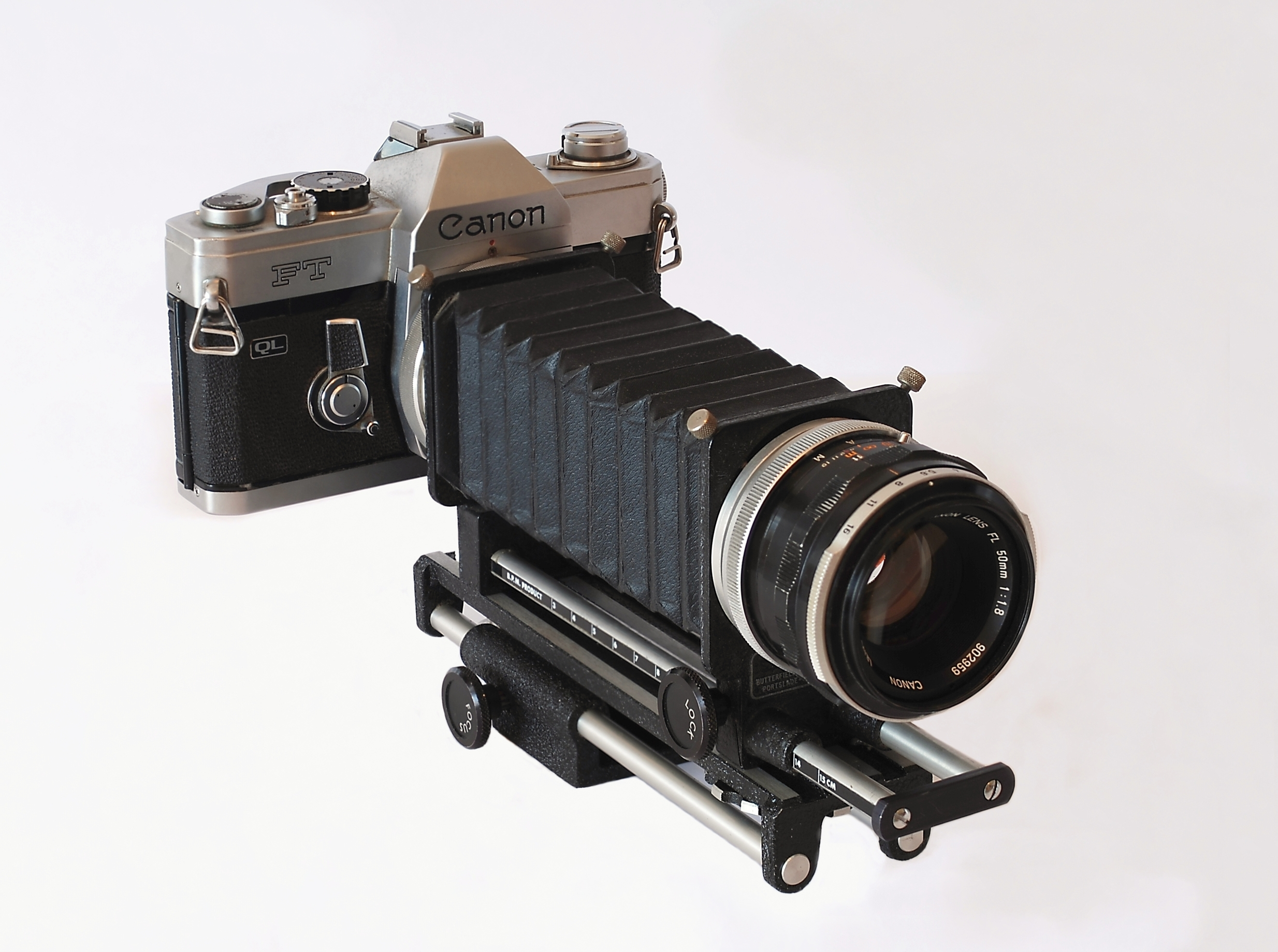
Manxa d'extensió muntat en una càmera de pel·lícula Cànon.

El major desavantatge en dispositius de baix cost, de la mateixa manera que succeeix en els tubs d'extensió, és la pèrdua de l'acoblament mecànic i electrònic de l'objectiu amb la càmera, com el control del diafragma i l'enfocament automàtic. Encara que existeixen tubs i manxes més complets, inclouen contactes per l'enfocament automàtic i-depenent del model de muntura-acobladors mecànics per al diafragma permetent enfocar i regular l'obertura automàticament des del cos de la càmera, són molt costosos i, per tant, més difícils de justificar. Un altre desavantatge per a aquest sistema és la pèrdua de llum respecte a l'objectiu original, arribant a ser impossible per a la càmera enfocar automàticament si l'extensió és molt gran, i fent necessaris flaixos per il·luminar l'escena si la llum no és suficient. L'últim dels desavantatges notoris té a veure amb l'ampliació, en la imatge final, de totes les aberracions òptiques de l'objectiu estès, sent sempre preferible un objectiu de molt alta qualitat per aconseguir una imatge nítida i ben contrastada.
En general, es distribueixen comercialment en grups de tres tubs, cadascun amb tres longituds d'extensió diferents, la qual cosa permet crear una àmplia gamma de combinacions d'extensió de la longitud focal.
L'avantatge d'ambdós sistemes (tubs i manxes d'extensió) consisteix en la possibilitat d'evitar recórrer a un altre dispositiu òptic intermediari que interfereixi en la captació de la imatge.

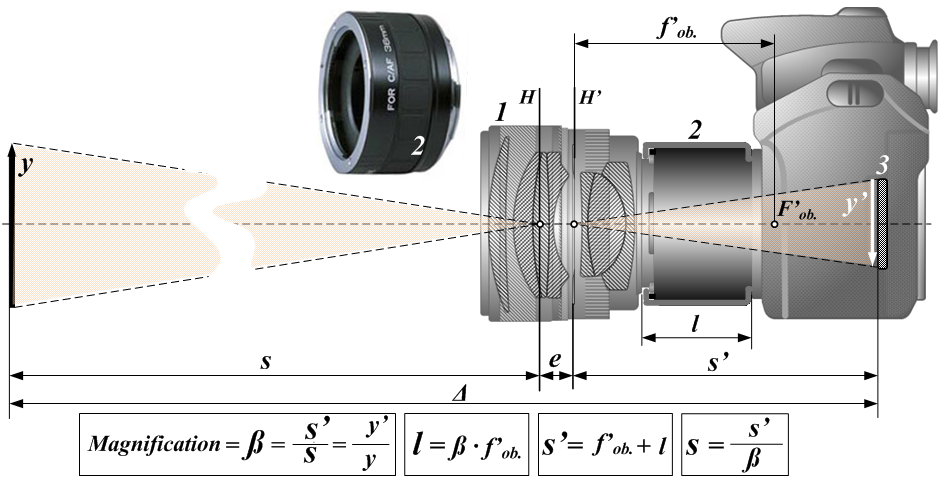
Esquema òptic utilitzant una manxa o tub d'extensió.

Els objectius de millor nitidesa generalment disponibles entre els fabricants són els objectius dedicats per macrofotografia, cas en el qual la combinació d'aquests permet aconseguir combinacions pròximes al límit del supermacro i de la micrografia.

## Supermacro
Per macrofotografia de grans augments (entre 6-10x), s'usen els anomenats objectius supermacro, que són objectius de relativament curta distància focal i extraordinària qualitat òptica, de forma i grandària similar als dels microscopis. No tenen anell d'enfocament i s'utilitzen sempre acoblats a manxes o tubs d'extensió. Quan es supera els 10 augments respecte a la grandària del sensor, es parla generalment de micrografia.

## Fals macro

falsa funció macro en càmeres compactes.

Un objectiu macro veritable ha d'estar preparat per enfocar un objecte a mínim al 50% de la seva mida real, respecte a la de la pel·lícula o del sensor, és a dir un factor d'ampliació de 0,5 (1:2) o més. La gran majoria de càmeres compactes i d'alguns objectius zoom tenen el símbol o el rètol macro. En realitat aquesta funció mostra la màxima ampliació del dispositiu, però realment (i en general) una càmera digital compacta arriba factors d'ampliació d'1:4 o menys (respecte al seu propi sensor, de mida gairebé sempre molt més petit que el de 35mm), raó per la qual les imatges obtingudes amb aquests sistemes no es consideren macros pròpiament dits.
L'argument d'alguns fabricants de càmeres compactes per afegir aquest rètol és, que respecte al negatiu de 35mm, l'ampliació  relativa  de la imatge s'acosta a l'1:1, la qual cosa en molts casos és també fals.

## Exemples

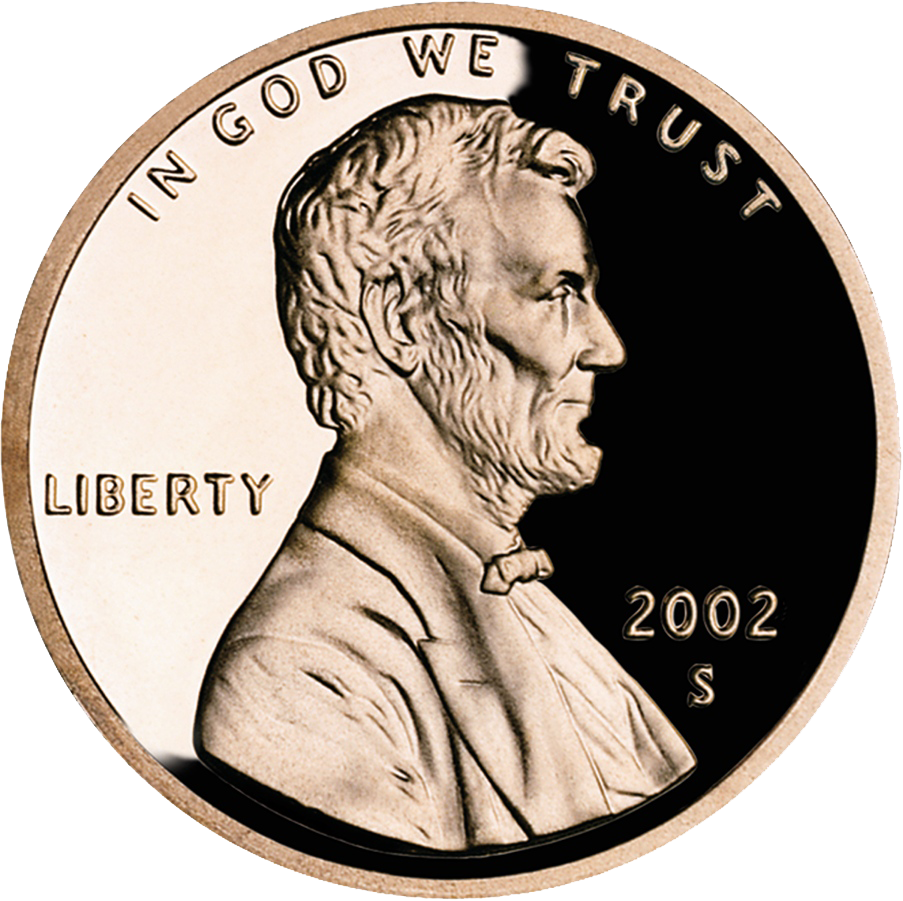
Macrofotografia d'un cèntim nord-americà
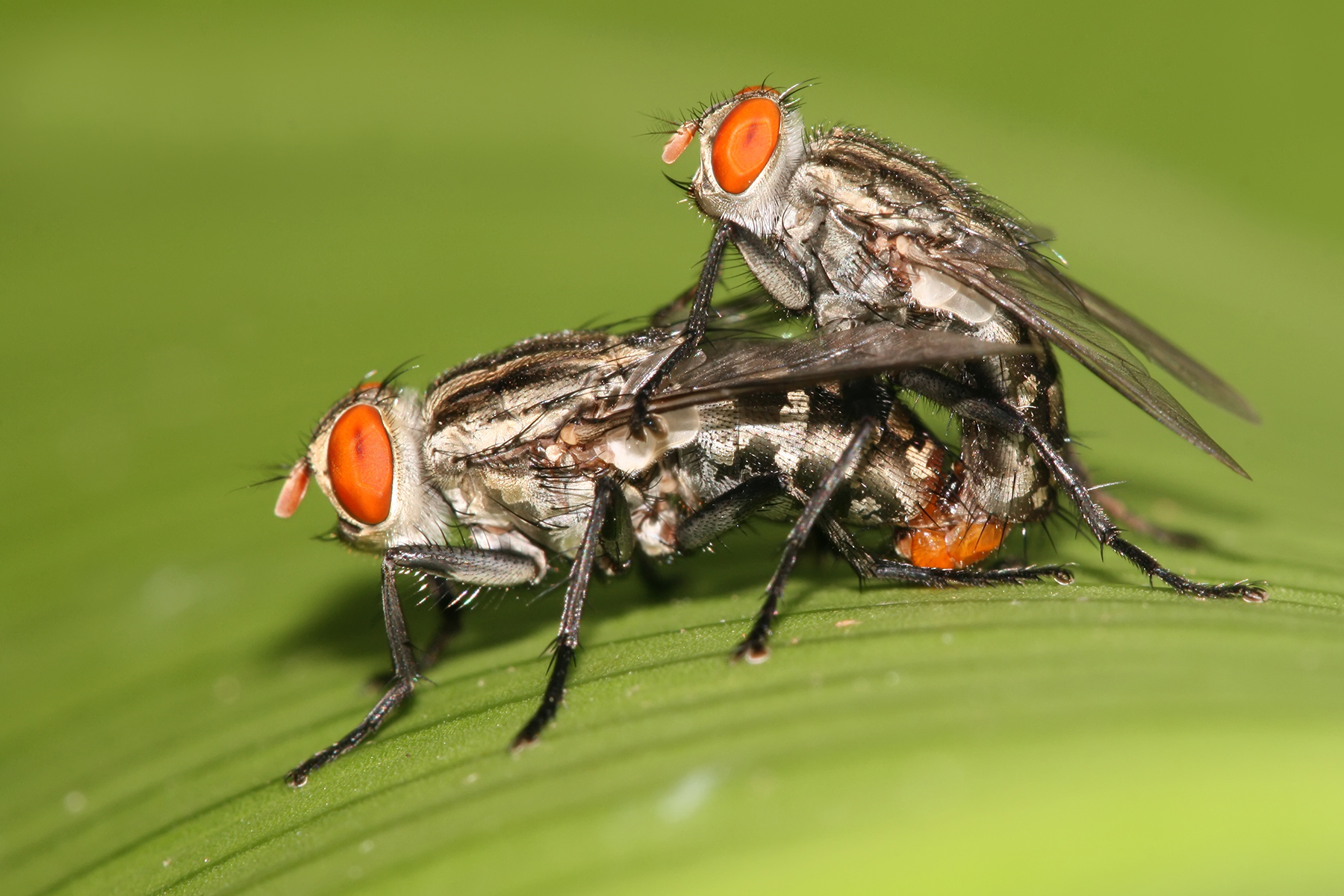
Mosques de la carn en aparellament.
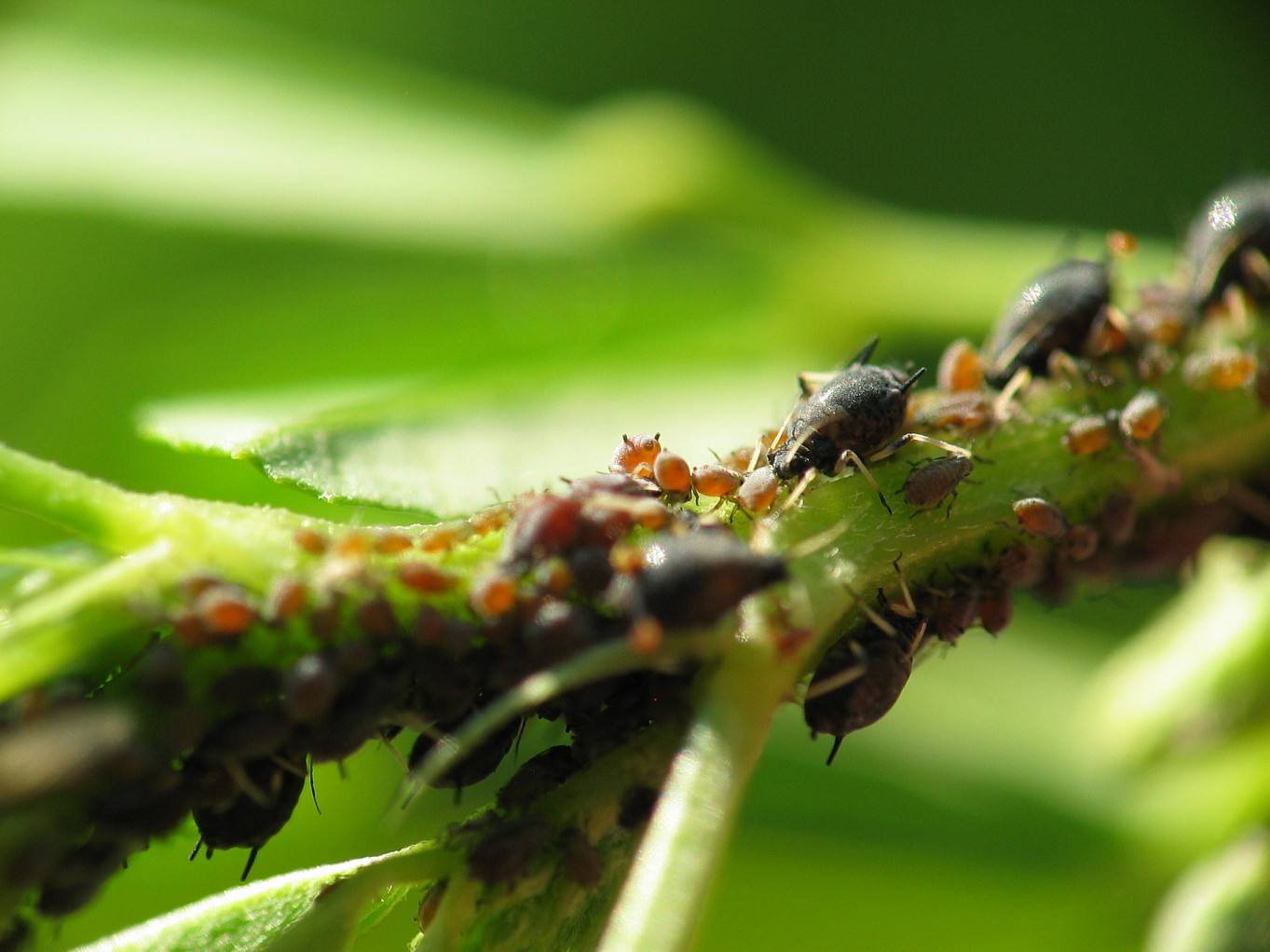
Insectes en una planta presa amb una Canon G3
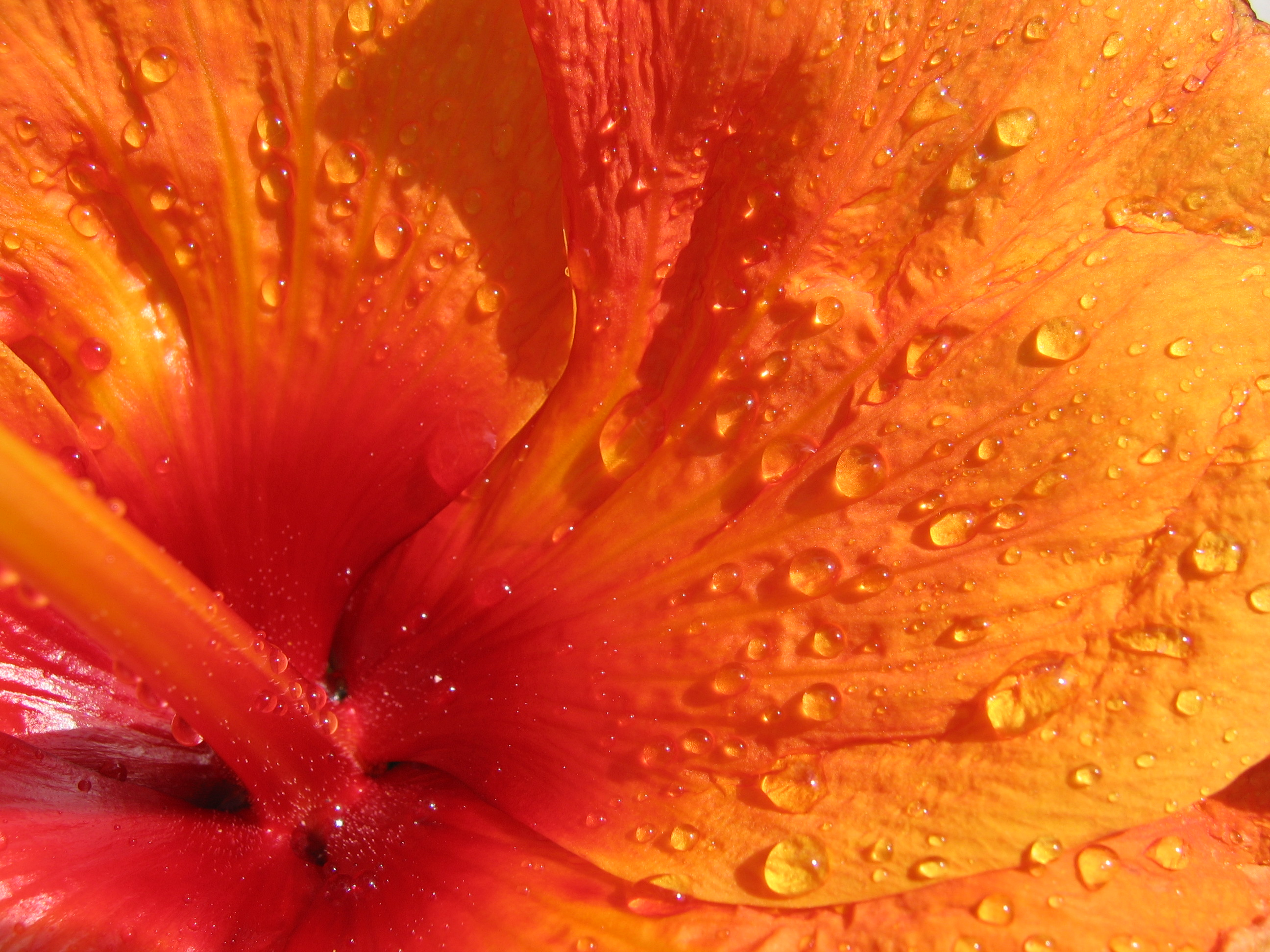
Pètal d'un Hibiscus, una fotografia d'acostament presa amb una Canon PowerShot A95